# Lepidopus manis
Lepidopus manis és una espècie de peix pertanyent a la família dels triquiúrids.

## Descripció
- Pot arribar a fer 69 cm de llargària màxima.
- El cos és de color bronze clar i el cap marró.
- 89 radis tous a l'aleta dorsal i 2 espines i 50 radis tous a l'anal.
- Perfil dorsal del cap lleugerament convex.[5][6]

## Hàbitat
És un peix marí, bentopelàgic i de clima tropical (4°N-4°S, 94°W-88°W).

## Distribució geogràfica
Es troba al Pacífic sud-oriental: l'illa Isabela (illes Galápagos).

## Observacions
És inofensiu per als humans.